# Markajmy
Markajmy (niem. Markeim) – wieś w Polsce położona w województwie warmińsko-mazurskim, w powiecie lidzbarskim, w gminie Lidzbark Warmiński. W latach 1975–1998 miejscowość administracyjnie należała do województwa olsztyńskiego. Wieś znajduje się w historycznym regionie Warmia.
Wieś na Warmii znajduje się tu neoklasycystyczna kaplica wybudowana w 1854 r.

## Historia
Dawne nazwy wsi Markaymen, Markaym były pochodzenia pruskiego.
Wieś założona została w 1308 r. przez biskupa Eberharda z Nysy na prawie chełmińskim. Do końca XIV wieku była własnością biskupów warmińskich. W roku 1392 biskup Henryk Sorbom wyznaczył dochody z 13,5 włóki w Markajmach na utrzymanie wikariusza przy kaplicy zamku lidzbarskiego. Wieś później należała do miasta Lidzbark Warmiński.
W roku 1856 wieś miała powierzchnię 1050 mórg i mieszkało tu 196 osób.
W roku 2010 kaplica została poddana generalnemu remontowi.

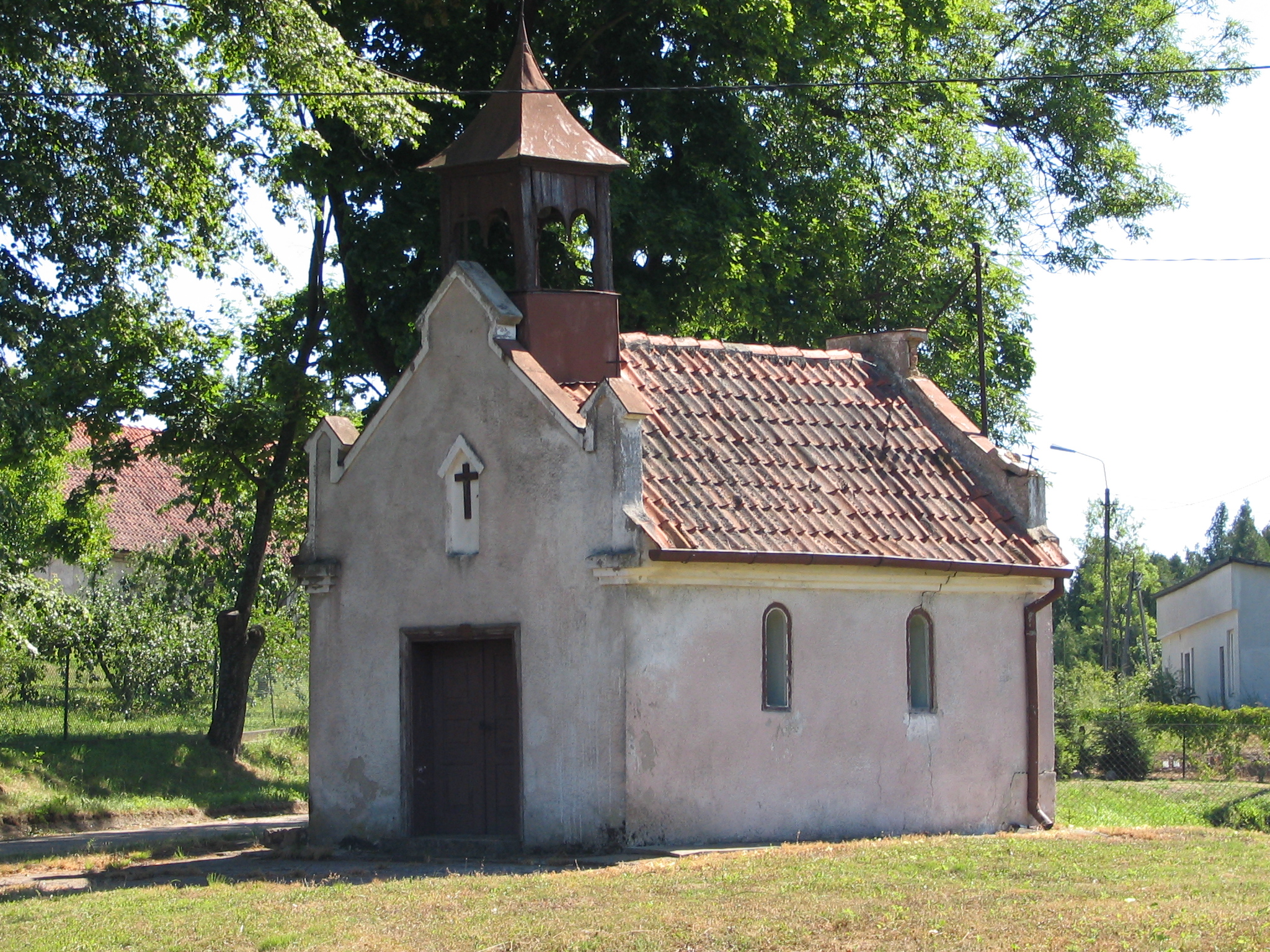
Kaplica przed remontem
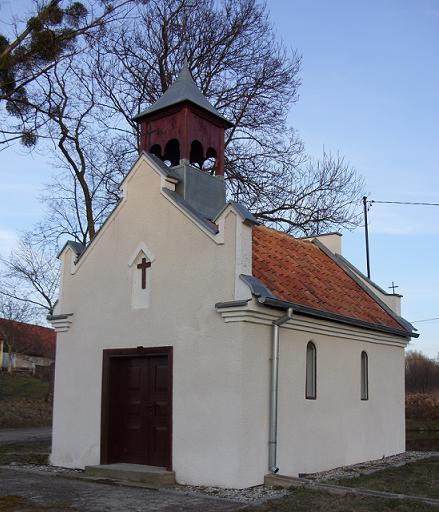
Kaplica po remoncie